# Edsel Pacer
Edsel Pacer je automobil vyráběný a prodávaný firmou Edsel v roce 1958. Pacer byl postaven z kratší užší platformy Edsel Ranger, sdílený s Fordem.
Pacer představoval krok nahoru od základního modelu Ranger. Na rozdíl od Rangerových základních opěrek má Pacer tvarované zádové opěry, nylonové čalouněné látky, gumové podlahové rohože, barevný klíč a kvalitní nerezové vnější a vnitřní obložení okenní lišty. Byl k dispozici základní ohřívač (za cenu 92 dolarů), Rádio (95 dolarů) a klimatizace byla volitelná (za 417 dolarů).
Všechny Pacery jezdily na rozvoru Ford v rozměrech 2997 mm, motor měl 363 koňských sil. Třístupňová manuální převodovka byla ve standardu. Kupující si mohli připlatit za třírychlostní Automatickou převodovku se standardním voličem ozubených kol nebo si mohli zvolit Edselův Teletouch, který umístil tlačítka volby pohonu na volant (za cenu 231 dolarů).

## Vyrobené kusy
| Typ                         | Počet  |
| --------------------------- | ------ |
| 2 Dveřový Kabriolet         | 1 876  |
| 2 Dveřový s pevnou střechou | 6 717  |
| 4 Dveřový s pevnou střechou | 5 254  |
| 4 Dveřový sedan             | 7 241  |
| Celkem                      | 20 988 |

## Galerie

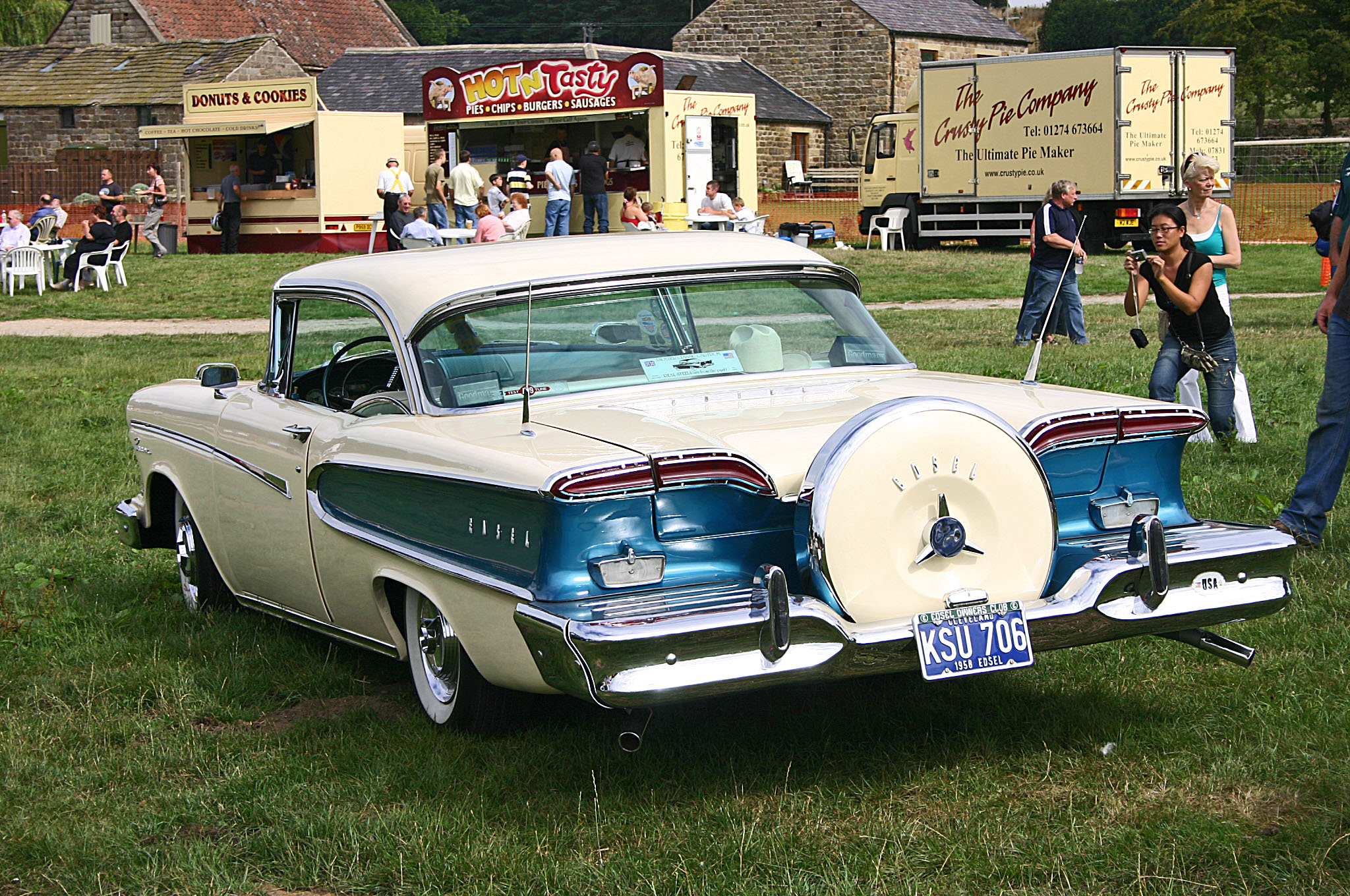
Zadek Vozu
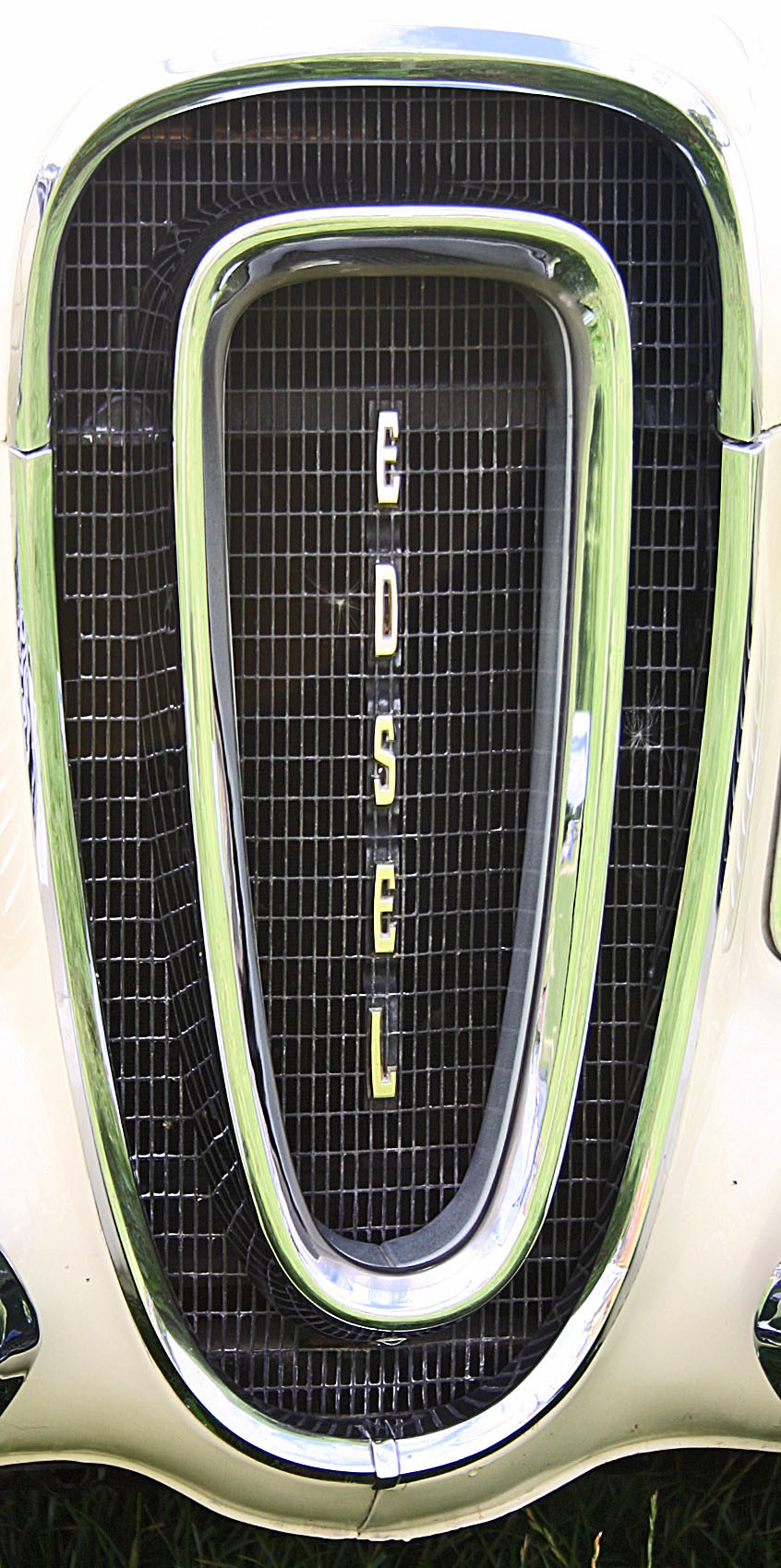
Detail na Předek
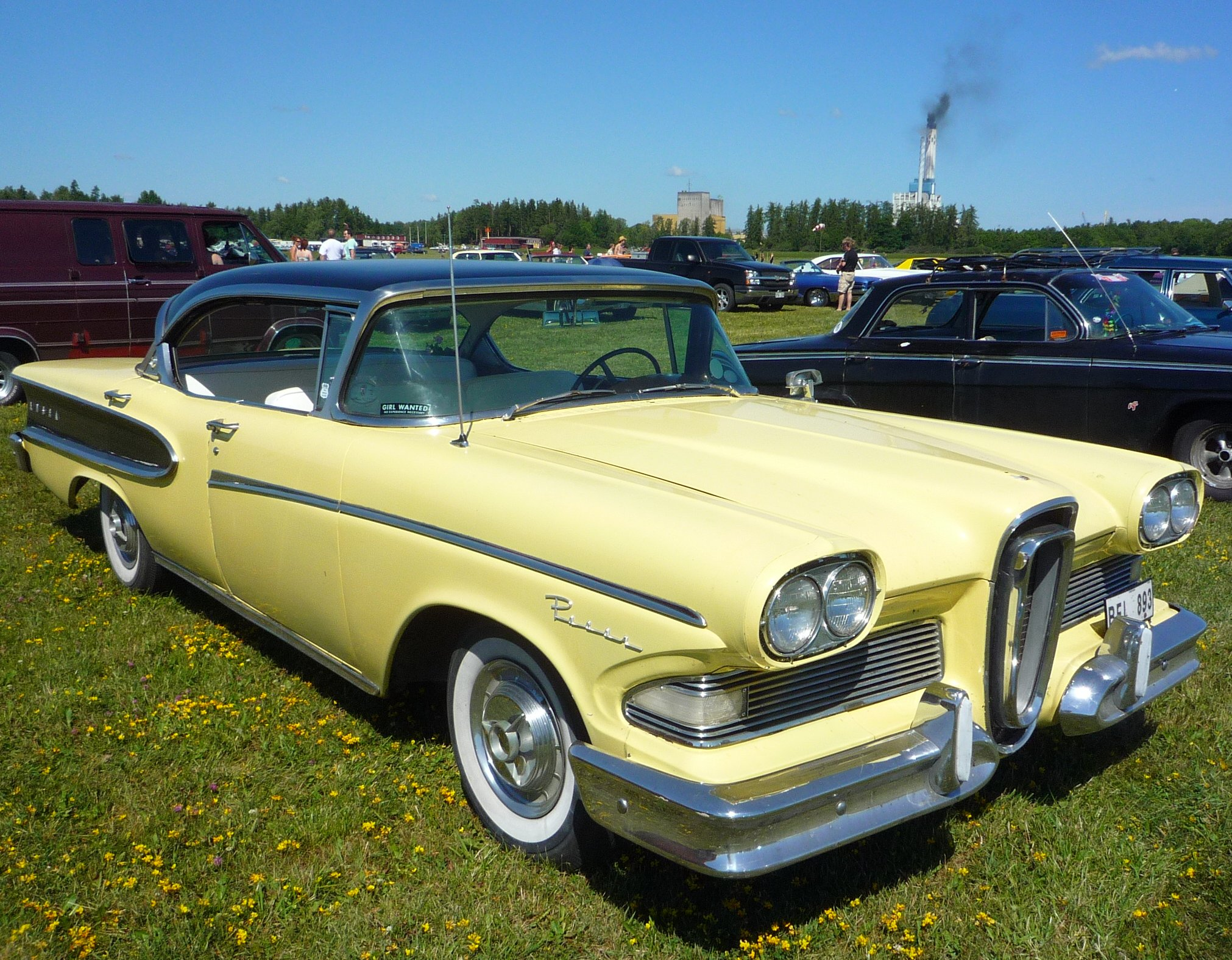
Žlutý Pacer
Logo firmy Edsel
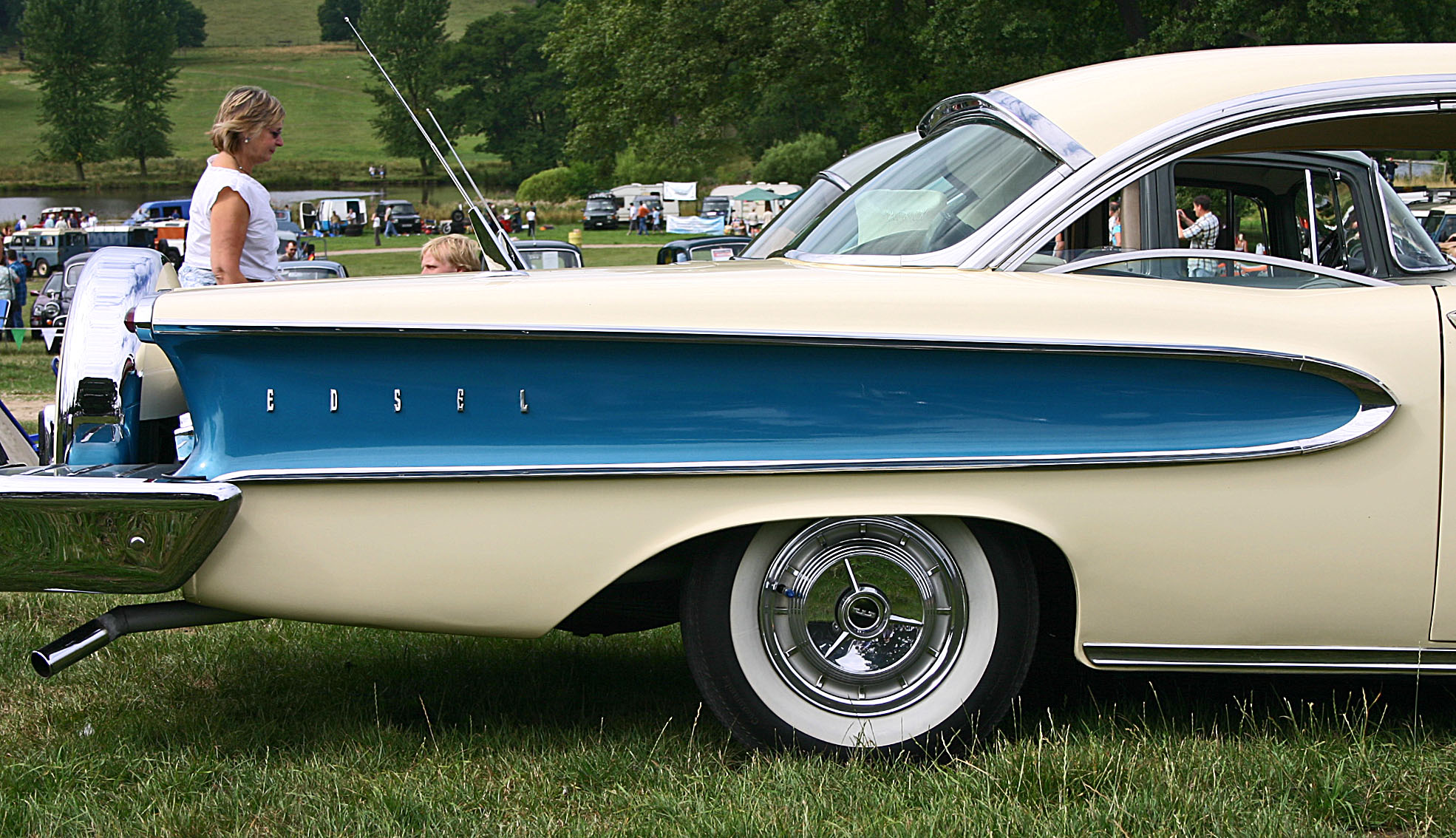
Z Boku
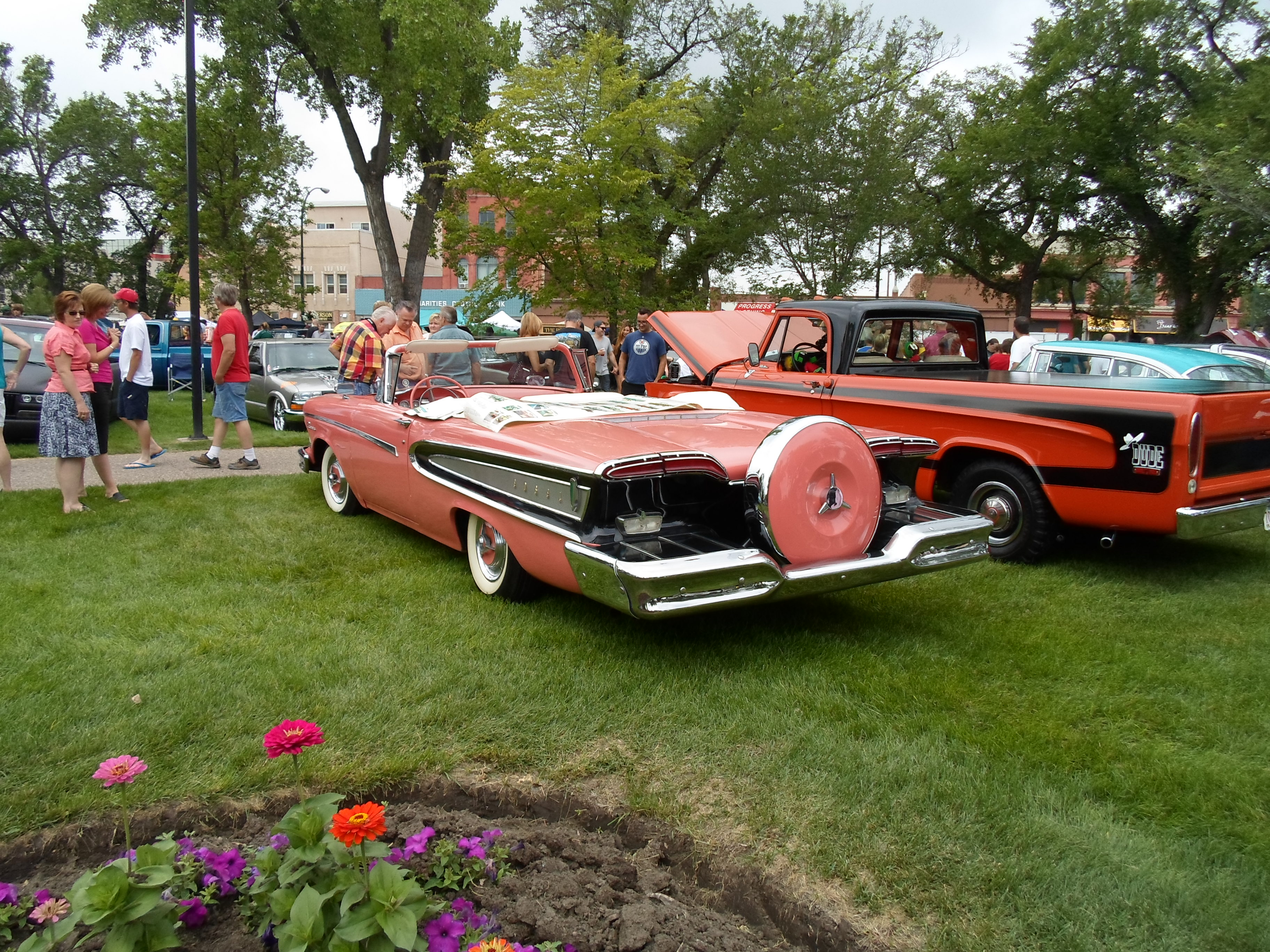
Zadek kabrioletu
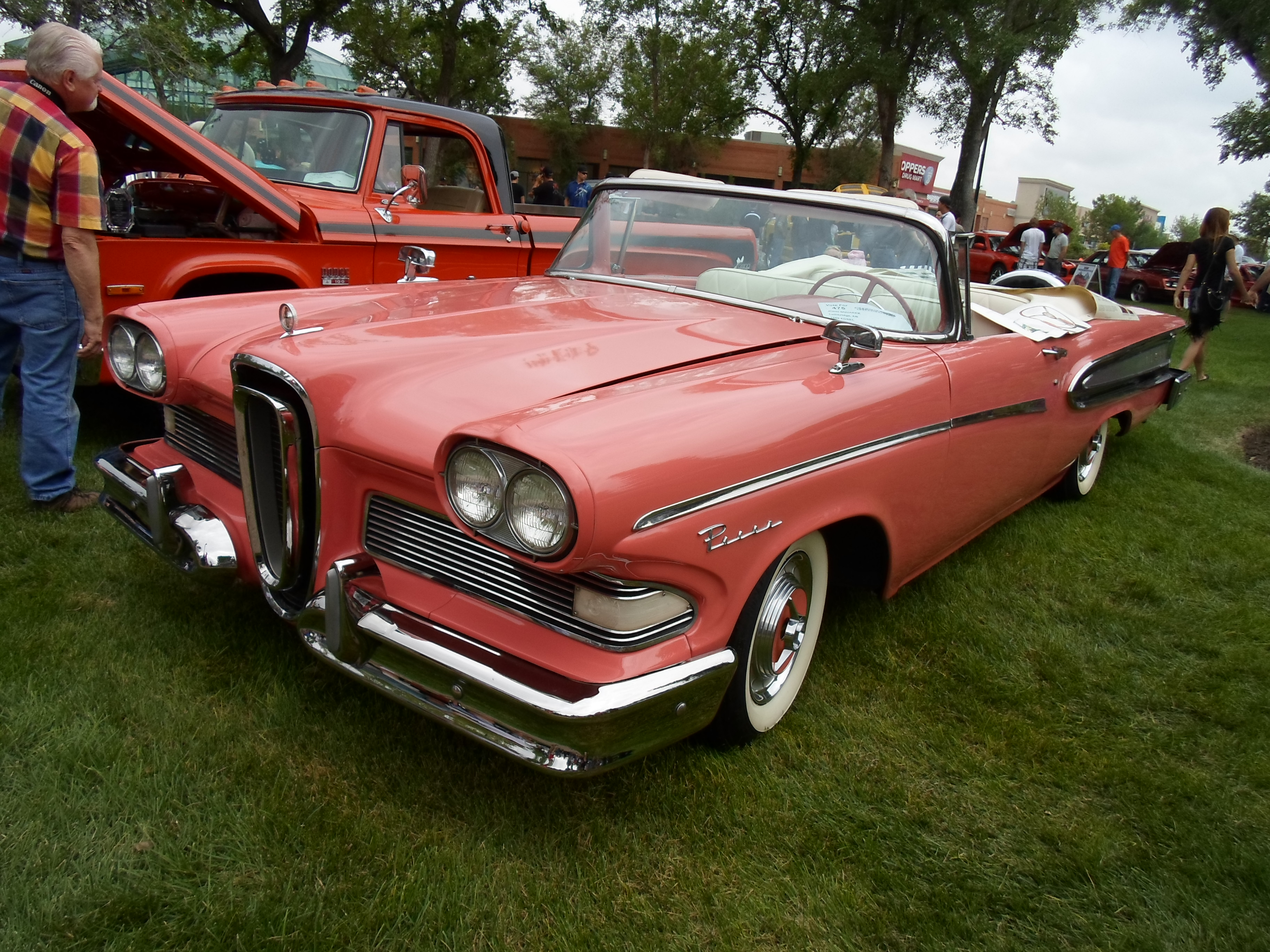
Kabriolet
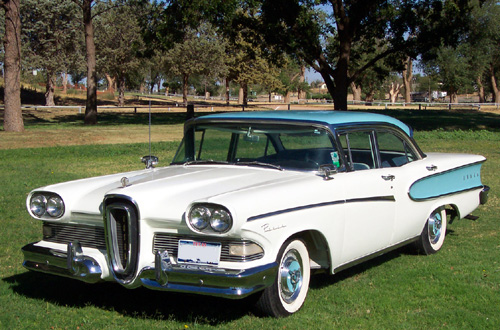
Předek
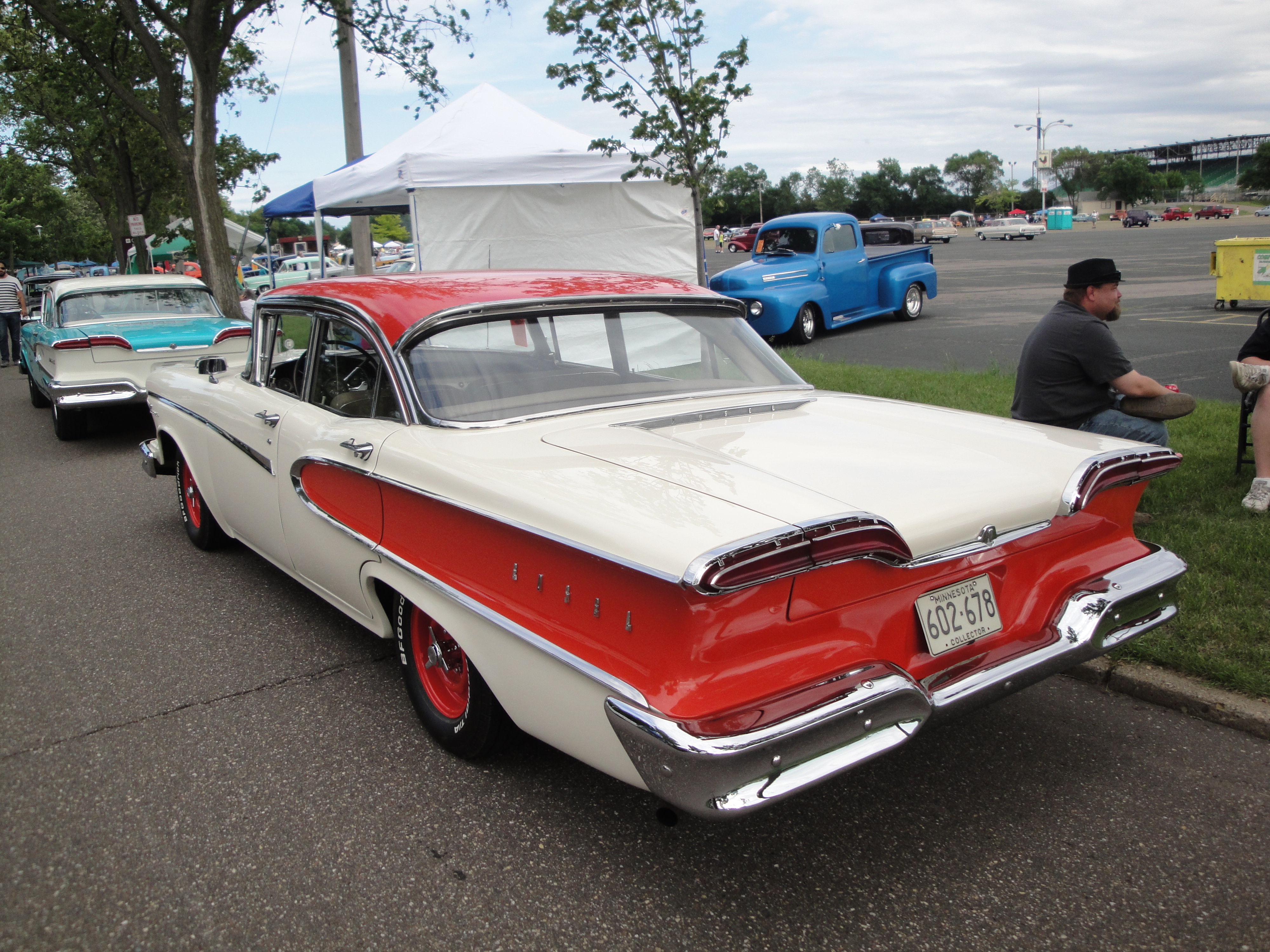
Zadek červeného Paceru
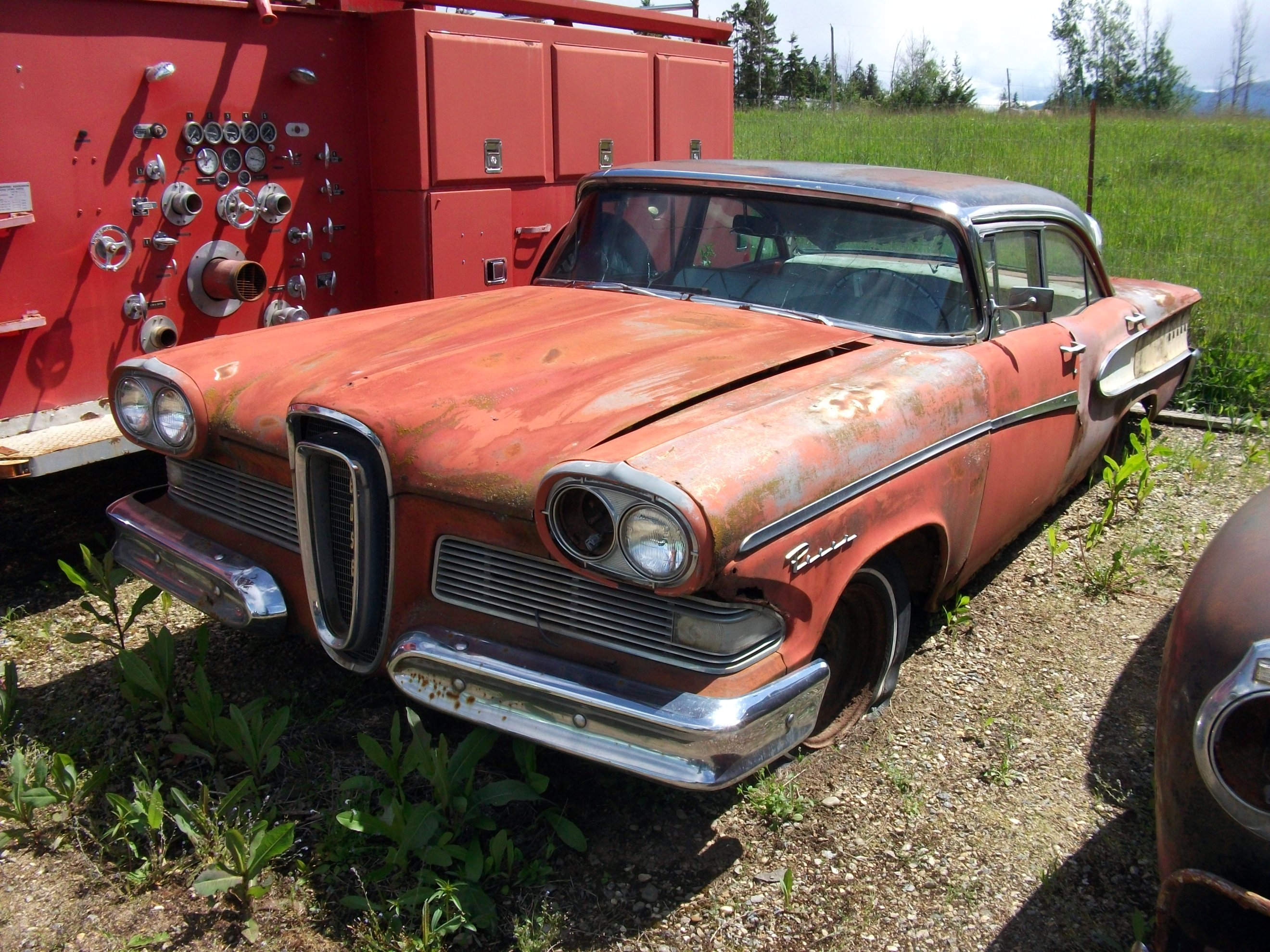
Na vrakovišti
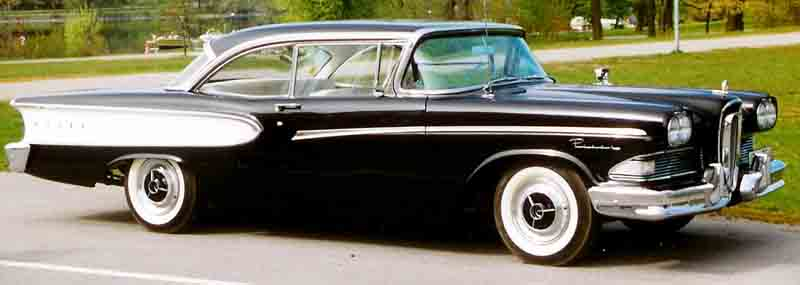
Černý Pacer
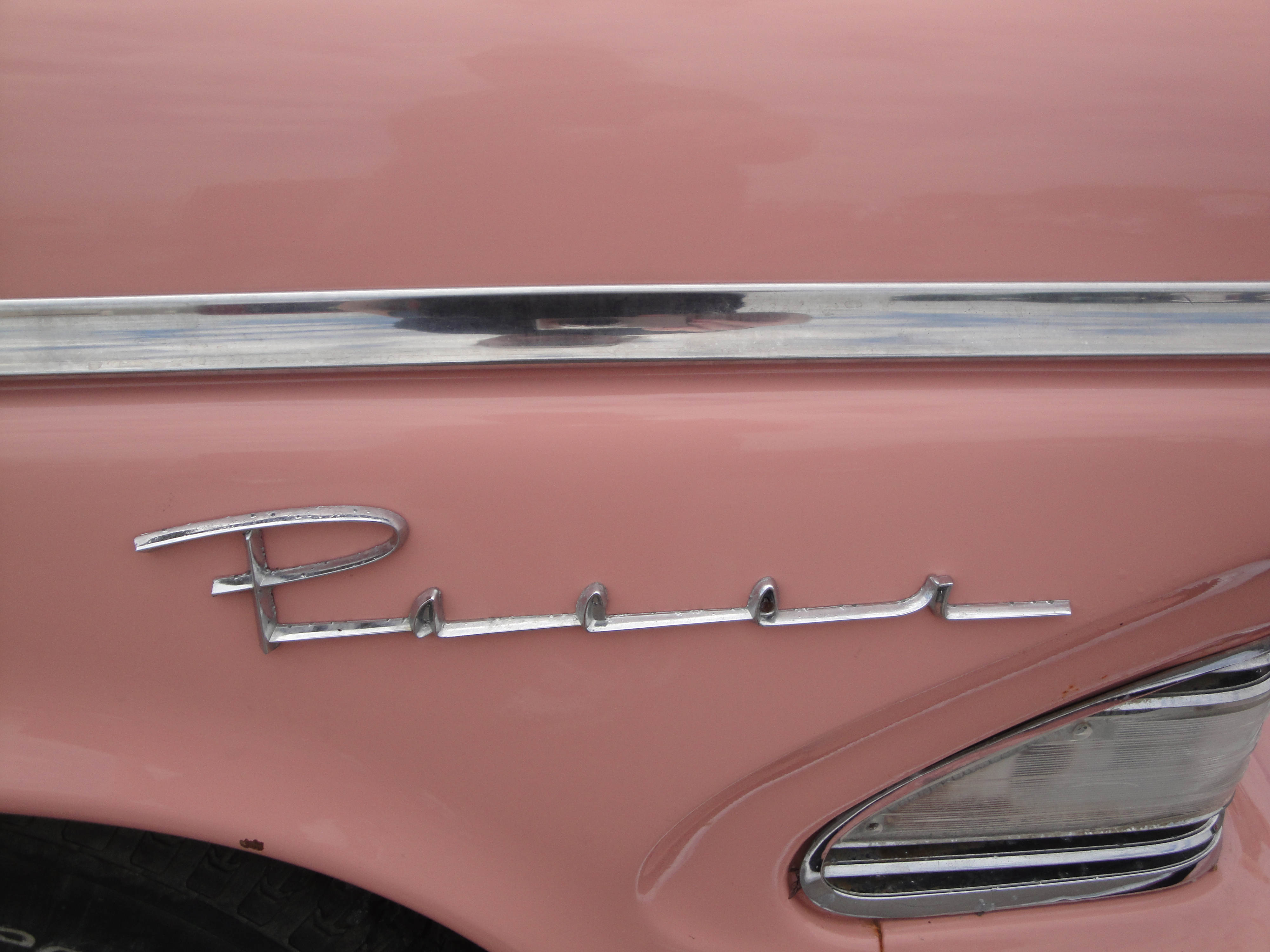
Nápis z boku auta